# Хаткіна Наталія Вікторівна
Хаткина Наталія Вікторівна (2 вересня 1956 — 15 серпня 2009, Донецьк) — українська російськомовна письменниця, поетеса, випускниця Донецького національного університету (тоді — Донецький державний університет).

## Біографія
Народилася в Челябінську 2 вересня 1956. Дитинство Наталії пройшло в Узбекистані в місті Каган.
Навчалася на філологічному факультеті  Донецького державного університету і закінчила його в 1978 році, по закінченню до 1979 року працювала в селі Терни  Краснолиманського району Донецької області вчителем російської мови та літератури. З 1979 року протягом двадцяти років працювала бібліотекарем в  Донецькій обласній дитячій бібліотеці імені Кірова.
Працювала журналістом в газетах «Дрібниці життя» і «Погляд». З 2001 року була в редколегії гумористичного журналу «Фонтан» (Одеса). З 2003 року була головним редактором дитячого журналу «Апельсин» (Донецьк). 
Померла 15 серпня 2009 року.

## Творчий доробок
Писала вірші і казки для дітей, іронічну прозу. Друкувалася в ряді українських і російських дитячих та гумористичних журналів: «Веселка», «Працівниця», «Крокодил», «Нева», «Донбас», «Многоточие», «Аріон», «Стільники» (Київ), альманасі «Enter 2000».
Перша збірка віршів «Дотик» вийшла в 1981 році у видавництві «Донбас» з передмовою Євгена Євтушенка. Надалі випустила поетичні збірки «Від серця до серця», «Ліки від кохання», «Поеми», «Пташка Божа».
Склала ряд книг: Енциклопедія для дошкільнят. У 2 тт. Донецьк, 1994 (спільно з Н Вадченко.); Подаруй собі свято. У 2 тт. Донецьк, 1996 (спільно з Н. Вадченко.); Хрестоматія з зарубіжної літератури. У 2 тт. Донецьк, 1996 (спільно з Н. Вадченко.); Академія важливих наук професора Бонуса. Донецьк, 1997 (спільно з М. Хаткіною); Коли я стану джентльменом. Донецьк, 1997 (спільно з Н. Вадченко).

## Нагороди
У 1993 році отримала Обласну премію імені В. Шутова.

## Пам'ять
З 2010 року в пам'ять про Наталію Вікторівну Хаткіну в Донецьку проводиться літературний конкурс.